# Міфопоетична премія
Міфопоетичну премію (англ. Mythopoeic Awards) в області літератури і літературознавства вручає «Mythopoeic Society», США, авторам видатних творів у галузі міфу і фентезі, та наукових досліджень цих напрямків літератури.
З 1971 по 1991 рік було дві нагороди, які були щорічні, але їх не завжди присуджували до 1981 року, на відзначення фентезі та наукових досліджень про Інклінгів(дослідження творчості авторів літературної групи Inklings). По дві нагороди в кожній категорії були засновані в 1992 році: нагорода за фентезі у дорослій літературі і в дитячій літературі; нагорода за наукові дослідження у дослідженнях Інклінгів і нагорода за дослідження міфів і фентезі. У 2010 році була додана нагорода за студентську наукову працю.

## Міфоепічні премії за фентезі
Міфоепічні премії за фентезі присуджують твору фентезі, написаному одним автором, яка «найкраще ілюструє „дух Інклінгів“». Одну нагороду з 1992 року замінили дві нагороди за дорослу і дитячу фентезі, і з того разу їх один раз об'єднували (1997 р.). Книги зараховують до однієї з двох категорій на основі консенсусу.
«Міфопоетичне товариство» (англ. Mythopoeic Society) публікує інформацію про всіх фіналістів; з 1992 року на кожному остаточному голосуванні налічується від трьох до п'яти книг.
Книга, яка може претендувати на премію, — це «роман багатотомний роман або збірка оповідань одного автора», опублікована протягом попередніх трьох років, хоча вона може потрапити до остаточного голосування тільки один раз, а багатотомний роман може потрапити, коли його останній том було надруковано. Кілька авторів отримали щонайменше два Міфоепічні премії за фентезі (нижче).
Премії до поділу:
| Рік  | Автор             | Українська назва               | Оригінальна назва           |
| ---- | ----------------- | ------------------------------ | --------------------------- |
| 1971 | Мері Стюарт       | «Кришталевий грот»             | The Crystal Cave            |
| 1972 | Джой Чант         | «Червоний Місяць і Чорна гора» | Red Moon and Black Mountain |
| 1973 | Еванджелін Волтон | «Пісня Ріаннон»                | The Song of Rhiannon        |
| 1974 | Мері Стюарт       | «Порожні пагорби»              | The Hollow Hills            |
| 1975 | Пол Андерсон      | «Буря літнього сонцестояння»   | A Midsummer Tempest         |
| 1981 | Дж. Р. Р. Толкін  | «Незакінчені Сказання»         | Unfinished Tales            |
| 1982 | Джон Кроулі       | «Маленький, великий»           | Little, Big                 |
| 1983 | Керол Кандель     |                                | The Firelings               |
| 1984 | Джой Чант         | «Коли прокинеться Войха»       | When Voiha Wakes            |
| 1985 | Джейн Йолен       | «Карти скорботи»               | Cards of Grief              |
| 1986 | Баррі Гьюарт      | «Міст птахів»                  | Bridge of Birds             |
| 1987 | Пітер С. Бігл     | «Народ повітря»                | The Folk of the Air         |
| 1988 | Орсон Скотт Кард  | «Сьомий син»                   | The Seventh Son             |
| 1989 | Майкл Бішоп       | «Гора єдинорога»               | Unicorn Mountain            |
| 1990 | Тім Пауерс        |                                | The Stress of Her Regard    |
| 1991 | Еллен Кушнер      | "Томас-римувальник             | Thomas the Rhymer           |

### Міфоепічна премія за дорослу фентезі
| Рік  | Автор                    | Українська назва                      | Оригінальна назва                   |
| ---- | ------------------------ | ------------------------------------- | ----------------------------------- |
| 1992 | Елеанор Арнасон          | «Жінка залізного народу»              | A Woman of the Iron People          |
| 1993 | Джейн Йолен              |                                       | Briar Rose                          |
| 1994 | Делія Шерман             | «Порцелянова голубка»                 | The Porcelain Dove                  |
| 1995 | Патриція Маккілліп       | «Щось багате і дивне»                 | Something Rich and Strange          |
| 1996 | Елізабет Генд            | «Пробуджуючи Місяць»                  | Waking the Moon                     |
| 1997 | Террі Віндлінг           | « Дружина лісу»                       | The Wood Wife                       |
| 1998 | Антонія Баєтт            | «Джин у солов'їному оці»              | The Djinn in the Nightingale's Eye  |
| 1999 | Ніл Ґеймен і Чарльз Весс | «Зоряний пил»                         | Stardust                            |
| 2000 | Пітер С. Бігл            | «Тамсін»                              | Tamsin                              |
| 2001 | Мідорі Снайдер           | «Інамораті»                           | The Innamorati                      |
| 2002 | Лоїс Макмастер Буджолд   | «Прокляття Шаліона»                   | The Curse of Chalion                |
| 2003 | Патриція Маккілліп       | «Омбрія в тіні»                       | Ombria in Shadow                    |
| 2004 | Робін Маккінлі           | «Сонячне сяйво»                       | Sunshine                            |
| 2005 | Сюзанна Кларк            | «Джонатан Стрейндж та містер Норрелл» | Jonathan Strange & Mr. Norrell      |
| 2006 | Ніл Ґеймен               | «Хлопці Анансі»                       | Anansi Boys                         |
| 2007 | Патриція Маккілліп       | «Ліс Сонцестояння»                    | Solstice Wood                       |
| 2008 | Кетрінн Валенте          | «Оповіді сироти»                      | The Orphan's Tales                  |
| 2009 | Керол Берг               | «Плоть і дух» та «Подих та кістка»    | Flesh and Spirit та Breath and Bone |
| 2010 | Джо Волтон               | «Життєва жила»                        | Lifelode                            |
| 2011 | Карен Лорд               | «Спокута в Індиго»                    | Redemption in Indigo                |
| 2012 | Лайза Ґолдштайн          | «Непевні місця»                       | The Uncertain Places                |
| 2013 | Урсула Вернон            | «Копач»                               | Digger                              |
| 2014 | Елен Векер               | «Голем і Джин»                        | The Golem and the Jinni             |
| 2015 | Сара Ейвері              | «Легенди ковену Ругоса»               | Tales from Rugosa Coven             |
| 2016 | Наомі Новік              | «Ті, що не мають коріння»             | Uprooted                            |

### Міфопоетична премія за дитячу фентезі
Міфопоетичну премію за дитячу фентезі вручають «книжкам для молодших читачів (від аудиторії „молодих дорослих“ до ілюстрованих книг для читачів-початківців), в кращих традиціях Гобіта і Хронік Нарнії».
| Рік  | Автор                             | Українська назва                       | Оригінальна назва                                                                                      |
| ---- | --------------------------------- | -------------------------------------- | --- |
| 1992 | Салман Рушді                      | «Гарун та море історій»                | Haroun and the Sea of Stories                                                                          |
| 1993 | Дебра Дойл та Джеймс Д.Макдональд | «Шлях лицаря»                          | Knight's Wyrd                                                                                          |
| 1994 | Сюзі Маккі Чарнас                 | «Королівство Кевіна Мелоуна»           | The Kingdom of Kevin Malone                                                                            |
| 1995 | Патріс Кіндл                      | «Закохана сова»                        | Owl in Love                                                                                            |
| 1996 | Діана Вінн Джонс                  | «Корона Дейлмарка»                     | The Crown of Dalemark                                                                                  |
| 1997 | Террі Віндлінг                    | «Деревна дружина»                      | The Wood Wife                                                                                          |
| 1998 | Джейн Йолен                       | Трилогія «Молодий Мерлін»              | Young Merlin trilogy («Passager», «Hobby», «Merlin»)                                                   |
| 1999 | Діана Вінн Джонс                  | «Темний Володар Деркгольма»            | Dark Lord of Derkholm                                                                                  |
| 2000 | Френні Біллінгслі                 |                                        | The Folk Keeper                                                                                        |
| 2001 | Діа Калхун                        |                                        | Aria of the Sea                                                                                        |
| 2002 | Пітер Дікінсон                    |                                        | The Ropemaker                                                                                          |
| 2003 | Майкл Шабон                       | «Саммерленд»                           | Summerland                                                                                             |
| 2004 | Клер Б.Дункл                      | «Пусте королівство»                    | The Hollow Kingdom                                                                                     |
| 2005 | Террі Пратчетт                    | «Капелюх, повний неба»                 | A Hat Full of Sky                                                                                      |
| 2006 | Джонатан Страуд                   | трилогія Бартімеуса                    | The Bartimaeus Trilogy                                                                                 |
| 2007 | Кетрін Фішер                      |                                        | Corbenic                                                                                               |
| 2008 | Джоан Роулінг                     | Гаррі Поттер (серія романів)           | Harry Potter series                                                                                    |
| 2009 | Крістін Кешор                     |                                        | Graceling                                                                                              |
| 2010 | Грейс Лін                         | «Там, де гора зустрічається з Місяцем» | Where the Mountain Meets the Moon                                                                      |
| 2011 | Меган Вейлен Тернер               | Серія «Крадій королеви»                | The Queen's Thief Series (The Thief, The Queen of Attolia, The King of Attolia, A Conspiracy of Kings) |
| 2012 | Делія Шерман                      | «Лабіринт свободи»                     | The Freedom Maze                                                                                       |
| 2013 | Сара Бет Дьорст                   | «Сосуд»                                | Vessel                                                                                                 |
| 2014 | Голлі Блек                        |                                        | Doll Bones                                                                                             |
| 2015 | Наталі Ллойд                      | «Хихотіння магії»                      | A Snicker of Magic                                                                                     |
| 2016 | Урсула Вернон                     |                                        | Castle Hangnail                                                                                        |

## Міфоепічні премії за наукові праці
Дві Міфоепічні премії за наукові праці вручають з 1992 року (також з 2010 р. вручають премію за студентську наукову працю, але її лауреати тут не наводяться), а з 1971 року вручали Премію за дослідження творчості Інклінгів.
Наукові праці мають три роки, щоб виграти премію, і можуть бути тричі присутніми у фінальному голосуванні.

### Міфоепічна премія за дослідження Інклінгів
| Рік  | Автор                                                          | Українська назва                                                          | Оригінальна назва                                                               |
| ---- | -------------------------------------------------------------- | ------------------------------------------------------------------------- | ------------------------------------------------------------------------------- |
| 1971 | Сі. С. Кілбі; Мері МакДермот Шіделер                           |                                                                           |                                                                                 |
| 1972 | Волтер Хупер                                                   |                                                                           |                                                                                 |
| 1973 | Пол Х. Кохер                                                   | «Володар Середзем'я»                                                      | Master of Middle-earth                                                          |
| 1974 | Катрін Ліндскоог                                               | «К. С. Льюїс, простий християнин»                                         | C. S. Lewis, Mere Christian                                                     |
| 1975 | Роджер Ланслін Грін та Волтер Хупер                            | «К. С. Льюїс: біографія»                                                  | C. S. Lewis: A Biography                                                        |
| 1976 | Річард Сі. Вест                                                | «Критика Толкіна»                                                         | Tolkien Criticism                                                               |
| 1976 | Джо Р.Крістофер та Джоан К.Остлінг                             | «К. С. Льюїс, анотований чек-ліст»                                        | C. S. Lewis, An Annotated Checklist                                             |
| 1976 | Лоїс Гленн                                                     | «Чарльз В. С. Вільямс, чек-ліст»                                          | Charles W. S. Williams, A Checklist                                             |
| 1981 | Крістофер Толкін                                               |                                                                           |                                                                                 |
| 1982 | Хамфрі Карпентер                                               | «Інклінги»                                                                | The Inklings                                                                    |
| 1983 | Пол Ф. Форд                                                    | «Компаньйон до Нарнії»                                                    | Companion to Narnia                                                             |
| 1984 | Т. А. Шиппі                                                    | «Дорога до Середзем'я»                                                    | The Road to Middle-earth                                                        |
| 1985 | Пітер Дж. Шакел                                                | «Розсудливість та уява у К. С. Льюїса»                                    | Reason and Imagination in C. S. Lewis                                           |
| 1986 | Глен Кавальєро                                                 | «Чарльз Вільямс, поет теології»                                           | Charles Williams, Poet of Theology                                              |
| 1987 | Річард Пуртілл                                                 | «Дж. Р. Р. Толкін: міф, моральність та релігія»                           | J. R. R. Tolkien: Myth, Morality and Religion                                   |
| 1988 | Джо Р. Крістофер                                               | «К. С. Льюїс»                                                             | C. S. Lewis                                                                     |
| 1989 | Дж. Р. Р. Толкін, редактор Крістофер Толкін                    | «Повернення Тіні»                                                         | The Return of the Shadow                                                        |
| 1990 | Дж. Р. Р. Толкін, редактор Дуглас А.Андерсон                   | «Анотований Гобіт»                                                        | The Annotated Hobbit                                                            |
| 1991 | Джордж Сейєр                                                   | «Джек: К. С. Льюїс та його часи»                                          | Jack: C. S. Lewis and His Times                                                 |
| 1992 | Пітер Дж. Шакел та Чарльз А.Гуттар (редактори)                 | «Слово та історія у К. С. Льюїса»                                         | Word and Story in C. S. Lewis                                                   |
| 1993 | Девід Сі. Даунінг                                              | «Планети в небезпеці»                                                     | Planets in Peril                                                                |
| 1994 | Вейн Дж. Хеммонд з допомогою Дугласа А.Андерсона               | «Дж. Р. Р. Толкін, описова бібліографія»                                  | J. R. R. Tolkien, A Descriptive Bibliography                                    |
| 1995 | Доріс Т. Маєрс                                                 | «К. С. Льюїс в контексті»                                                 | C. S. Lewis in Context                                                          |
| 1996 | Вейн Дж. Хеммонд і Крістіна Скалл                              | «Дж. Р. Р. Толкін: художник та ілюстратор»                                | J. R. R. Tolkien: Artist and Illustrator                                        |
| 1997 | Пітер Дж. Шакел та Чарльз А.Гуттар (редактори)                 | «Риторика бачення: есе про Чальза Вільямса»                               | The Rhetoric of Vision: Essays on Charles Williams                              |
| 1998 | Верлін Флігер                                                  | «Питання часу: шлях Дж. Р. Р. Толкіна до фейрі»                           | A Question of Time: J. R. R. Tolkien's Road to Faërie                           |
| 1999 | Волтер Хупер                                                   | «К. С. Льюїс: компаньйон та гід»                                          | C. S. Lewis: A Companion and Guide                                              |
| 2000 | Дж. Р. Р. Толкін, редактори Крістіна Скалл та Вейн Дж. Хеммонд | «Роверандом»                                                              | Roverandom                                                                      |
| 2001 | Том Шиппі                                                      | «Дж. Р. Р. Толкін: автор сторіччя»                                        | J. R. R. Tolkien: Author of the Century                                         |
| 2002 | Верлін Флігер та Карл Ф.Хостеттер (редактори)                  | «Легендаріум Толкіна: есе з історії Середзем'я»                           | Tolkien's Legendarium: Essays on the History of Middle-earth                    |
| 2003 | Дж. Р. Р. Толкін, редактор Майкл Д.Сі. Драут                   | «Беовульф та критики»                                                     | Beowulf and the Critics                                                         |
| 2004 | Джон Гарт                                                      | «Толкін та Велика віна: переддень Середзем'я»                             | Tolkien and the Great War: The Threshold of Middle-earth                        |
| 2005 | Дженет Бреннан Крофт                                           | «Війна та праці Дж. Р. Р. Толкіна»                                        | War and the Works of J.R.R. Tolkien                                             |
| 2006 | Вейн Дж. Хеммонд і Крістіна Скалл                              | «Володар перснів: компаньйон читача»                                      | The Lord of the Rings: A Reader's Companion                                     |
| 2007 | Вейн Дж. Хеммонд і Крістіна Скалл                              | «Компаньйон та гід по Дж. Р. Р. Толкіну»                                  | The J. R. R. Tolkien Companion and Guide                                        |
| 2008 | Діана Глаєр; додаток — Девід Братман                           | «Їх компанія: К. С. Льюїс та Дж. Р. Р. Толкін як письменники у спільноті» | The Company They Keep: C. S. Lewis and J. R. R. Tolkien as Writers in Community |
| 2009 | Джон Д.Рейтліфф                                                | «Історія Гобіта» (Ч.1. «Містер Бегінз»; ч.2. «Повернення до Бег-енду»)    | The History of the Hobbit (Part One: Mr. Baggins; Part Two: Return to Bag-end)  |
| 2010 | Дімітра Фімі                                                   | «Толкін, раса та культурна історія: від фейрі до гобітів»                 | Tolkien, Race, and Cultural History: From Fairies to Hobbits                    |
| 2011 | Майкл Ворд                                                     | «Планета Нарнія»                                                          | Planet Narnia                                                                   |
| 2012 | Карл Фелпстед                                                  | «Толкін та Уельс»                                                         | Tolkien and Wales                                                               |
| 2013 | Верлін Флігер                                                  | «Зелені сонця та фейрі: есе про Дж. Р. Р. Толкіна»                        | Green Suns and Faërie: Essays on J.R.R. Tolkien                                 |
| 2014 | Джейсон Фішер (редактор)                                       | «Толкін та вивчення його джерел: критичні есе»                            | Tolkien and the Study of His Sources: Critical Essays                           |
| 2015 | Роберт Беніг                                                   | «К. С. Льюїс та Середньовіччя»                                            | C. S. Lewis and the Middle Ages                                                 |
| 2016 | Гревел Ліндоп                                                  | «Чарльз Вільямс: третій Інклінг»                                          | Charles Williams: The Third Inkling                                             |

### Міфоепічна премія за дослідження міфу та фентезі
| Рік  | Автор                                 | Українська назва | Оригінальна назва |
| ---- | ------------------------------------- | --- | --- |
| 1992 | Кет Філмер (редактор)                 | «Вікторіанські автори фентезі» | The Victorian Fantasists |
| 1993 | Брайан Аттебері                       | «Стратегії фентезі» | Strategies of Fantasy |
| 1994 | Кет Філмер (редактор)                 | «Автори фентезі XX століття», | Twentieth-Century Fantasists |
| 1995 | Рой Джеймс Кінг                       | «Старі казки і нові істини: відкриваючи світ різких тіней»                                                                             | Old Tales and New Truths: Charting the Bright-Shadow World                                                                                  |
| 1996 | Марина Ворнер                         | «Від звіра до блондинки» | From the Beast to the Blonde |
| 1997 | Лоїс Ростров Кузнєц                   | «Коли оживають іграшки» | When Toys Come Alive |
| 1998 | Джон Клют і Джон Грант (редактори)    | «Енциклопедія фентезі» | The Encyclopedia of Fantasy |
| 1999 | Донна Вайт                            | «Століття валлійської міфології в дитячій літературі»                                                                                  | A Century of Welsh Myth in Children's Literature                                                                                            |
| 2000 | Керол Дж. Сілвер                      | «Дивні і таємничі народи: фейрі і вікторіанська свідомість»                                                                            | Strange and Secret Peoples: Fairies and Victorian Consciousness                                                                             |
| 2001 | Алан і Барбара Тепа Лупак             | «Король Артур в Америці» | King Arthur in America |
| 2002 | Дж. Рональд Мерфі                     | «Сова, ворон і голубка: релігійний сенс чарівних казок братів Грімм»                                                                   | The Owl, the Raven & the Dove: The Religious Meaning of the Grimms' Magic Fairy Tales                                                       |
| 2003 | Грехем Андерсон                       | «Казка в стародавньому світі» | Fairytale in the Ancient World |
| 2004 | Джон Шелтон Лоуренс та Роберт Джеветт | «Міф американського супергероя» | The Myth of the American Superhero |
| 2005 | Стівен Томас Найт                     | «Робін Гуд: міфічна біографія» | Robin Hood: A Mythic Biography |
| 2006 | Дженніфер Шакер                       | «Національні мрії: перетворення казок в дев'ятнадцятому столітті в Англії»                                                             | National Dreams: The Remaking of Fairy Tales in Nineteenth-Century England                                                                  |
| 2007 | Дж. Рональд Мерфі, С. Дж.             | «Дорогоцінний камінь Раю: Святий Грааль у „Парцифалі“ Вольфрама»                                                                       | Gemstone of Paradise: The Holy Grail in Wolfram's Parzival                                                                                  |
| 2008 | Том Шиппі                             | «Ті, хто рухаються тінями: міфологія жахіть Якоба Грімма»                                                                              | The Shadow-Walkers: Jacob Grimm's Mythology of the Monstrous                                                                                |
| 2009 | Чарльз Батлер                         | «Чотири британські автори фентезі: місце і культура у дитячих фентезі Пенелопи Лайвлі, Алана Гарнера, Діани Уїнн Джонс і Сьюзен Купер» | Four British Fantasists: Place and Culture in the Children's Fantasies of Penelope Lively, Alan Garner, Diana Wynne Jones, and Susan Cooper |
| 2010 | Марек Озієвич                         | «Одна Земля, одна народ: міфоепічні серії фентезі Урсули К. Ле Ґуїн, Ллойда Александера, Мадлен Л'Енґл і Орсона Скотта Карда»          | One Earth, One People: The Mythopoeic Fantasy Series of Ursula K. Le Guin, Lloyd Alexander, Madeleine L'Engle and Orson Scott Card          |
| 2011 | Керолайн Самптер                      | «Вікторіанський тиск та казка» | The Victorian Press and the Fairy Tale |
| 2012 | Джек Зайпс                            | «Чарівний екран» | The Enchanted Screen |
| 2013 | Ненсі Марі Браун                      | «Пісня вікінгів: Сноррі і створення скандинавських міфів»                                                                              | Song of the Vikings: Snorri and the Making of Norse Myths                                                                                   |
| 2014 | Дж. Рональд Мерфі                     | «Древо спасіння: Іггдрасіль і хрест на Півночі»                                                                                        | Tree of Salvation: Yggdrasil and the Cross in the North                                                                                     |
| 2015 | Брайан Аттебері                       | «Розповіді про оповідання: фентезі та перетворення міфів»                                                                              | Stories About Stories: Fantasy and the Remaking of Myth                                                                                     |
| 2016 | Джеймі Вільямсон                      | «Еволюція сучасного Фентезі: від Антикваріанізму до серії дорослих Фентезі Баллантайн»                                                 | The Evolution of Modern Fantasy: From Antiquarianism to the Ballantine Adult Fantasy Series                                                 |

## Лауреати численних нагород
Кілька авторів отримали щонайменше дві Міфоепічні премії:
- Пітер С. Бігл 1987 року перед поділом, 2000 за дорослу фентезі
- Джой Чант 1972, 1984
- Ніл Ґеймен 1999, 2006 за дорослу фентезі .
- Діана Вінн Джонс 1996, 1999 за дитячу фентезі
- Патриція Маккілліп 1995, 2003, 2007 за дорослу фентезі
- Мері Стюарт 1971, 1974
- Урсула Вернон 2013 за дорослу фентезі, 2016 року — за дитячу фентезі
- Джейн Йолен 1985 до поділу, 1993 за дорослу фентезі, 1998 за дитячу фентезі

Маккілліп була фіналістом на одну з Міфопоетичних премій за 14 різних книг. Робін Маккінлі і Джейн Йолен були фіналістами сім разів; Гейман і Джонс — по шість разів.
Вейн Дж. Геммонд і Крістіна Скалл виграли премію за дослідження Інклінгів  за чотири різні колаборації з 1996 по 2007 рік, як Хеммонд і Дуглас Андерсон — ще одну.
Дж. Рональд Мерфі є триразовим лауреатом Міфоепічної премії за дослідження міфу і фентезі. Кет Філмер і Брайан Аттебері виграли по дві премії.